# تاناکس
تاناکس (انگلیسی: Tunnock's) شرکت صنایع غذایی اسکاتلندی است، که در سال ۱۸۹۰ تأسیس شد.